# 17-та паралель південної широти
17-та паралель південної широти — лінія широти, що лежить на 17 градусів південніше земної екваторіальної площини. Вона проходить через Атлантичний океан, Африку, Індійський океан, Австралазію, Тихий океан та Південну Америку.

## Список географічних об'єктів, що перетинає 17° пд. ш.
Починаючи з Гринвіцького меридіану та рухаючись на схід, 17-та паралель південної широти проходить через:
| Координати                                                   | Країна, територія або море | Примітки |
| ------------------------------------------------------------ | -------------------------- | --- |
| 17°0′ пд. ш. 0°0′ сх. д. / 17.000° пд. ш. 0.000° сх. д.      | Атлантичний океан          | |
| 17°0′ пд. ш. 11°46′ сх. д. / 17.000° пд. ш. 11.767° сх. д.   | Ангола                     | |
| 17°0′ пд. ш. 12°58′ сх. д. / 17.000° пд. ш. 12.967° сх. д.   | Намібія                    | |
| 17°0′ пд. ш. 13°25′ сх. д. / 17.000° пд. ш. 13.417° сх. д.   | Ангола                     | |
| 17°0′ пд. ш. 22°40′ сх. д. / 17.000° пд. ш. 22.667° сх. д.   | Замбія                     | Проходить через озеро Кариба |
| 17°0′ пд. ш. 27°48′ сх. д. / 17.000° пд. ш. 27.800° сх. д.   | Зімбабве                   | |
| 17°0′ пд. ш. 32°53′ сх. д. / 17.000° пд. ш. 32.883° сх. д.   | Мозамбік                   | |
| 17°0′ пд. ш. 35°3′ сх. д. / 17.000° пд. ш. 35.050° сх. д.    | Малаві                     | |
| 17°0′ пд. ш. 35°18′ сх. д. / 17.000° пд. ш. 35.300° сх. д.   | Мозамбік                   | |
| 17°0′ пд. ш. 39°5′ сх. д. / 17.000° пд. ш. 39.083° сх. д.    | Мозамбіцька протока        | Проходить північніше острова Жуан-ді-Нова, Французькі Південні і Антарктичні Території |
| 17°0′ пд. ш. 44°14′ сх. д. / 17.000° пд. ш. 44.233° сх. д.   | Мадагаскар                 | Проходить через острів Мадагаскар |
| 17°0′ пд. ш. 49°33′ сх. д. / 17.000° пд. ш. 49.550° сх. д.   | Індійський океан           | |
| 17°0′ пд. ш. 49°51′ сх. д. / 17.000° пд. ш. 49.850° сх. д.   | Мадагаскар                 | Проходить через острів Нусі-Бураха |
| 17°0′ пд. ш. 49°53′ сх. д. / 17.000° пд. ш. 49.883° сх. д.   | Індійський океан           | Проходить південніше острова Кокос[en], Маврикій |
| 17°0′ пд. ш. 122°21′ сх. д. / 17.000° пд. ш. 122.350° сх. д. | Австралія                  | Західна Австралія — проходить через півострів Дампір[en] |
| 17°0′ пд. ш. 123°15′ сх. д. / 17.000° пд. ш. 123.250° сх. д. | Затока Кінг                | |
| 17°0′ пд. ш. 123°49′ сх. д. / 17.000° пд. ш. 123.817° сх. д. | Австралія                  | Західна Австралія Північна Територія Квінсленд — проходить через материк і острови Веллеслі[en] |
| 17°0′ пд. ш. 139°5′ сх. д. / 17.000° пд. ш. 139.083° сх. д.  | Затока Карпентарія         | |
| 17°0′ пд. ш. 139°16′ сх. д. / 17.000° пд. ш. 139.267° сх. д. | Австралія                  | Квінсленд — проходить через острів Хорсшу[en] |
| 17°0′ пд. ш. 139°17′ сх. д. / 17.000° пд. ш. 139.283° сх. д. | Затока Карпентарія         | |
| 17°0′ пд. ш. 139°29′ сх. д. / 17.000° пд. ш. 139.483° сх. д. | Австралія                  | Квінсленд — проходить через острів Бентнік[en] |
| 17°0′ пд. ш. 139°31′ сх. д. / 17.000° пд. ш. 139.517° сх. д. | Затока Карпентарія         | |
| 17°0′ пд. ш. 140°57′ сх. д. / 17.000° пд. ш. 140.950° сх. д. | Австралія                  | Квінсленд |
| 17°0′ пд. ш. 145°53′ сх. д. / 17.000° пд. ш. 145.883° сх. д. | Коралове море              | Проходить повз острови Коралового моря, Австралія |
| 17°0′ пд. ш. 168°37′ сх. д. / 17.000° пд. ш. 168.617° сх. д. | Вануату                    | Проходить через острів Тонгарікі[en] |
| 17°0′ пд. ш. 168°38′ сх. д. / 17.000° пд. ш. 168.633° сх. д. | Тихий океан                | |
| 17°0′ пд. ш. 177°20′ сх. д. / 17.000° пд. ш. 177.333° сх. д. | Фіджі                      | Проходить через острови Ясава |
| 17°0′ пд. ш. 177°21′ сх. д. / 17.000° пд. ш. 177.350° сх. д. | Тихий океан                | Води Блая[en] |
| 17°0′ пд. ш. 178°42′ сх. д. / 17.000° пд. ш. 178.700° сх. д. | Фіджі                      | Проходить через острів Вануа-Леву |
| 17°0′ пд. ш. 178°46′ сх. д. / 17.000° пд. ш. 178.767° сх. д. | Тихий океан                | Море Коро |
| 17°0′ пд. ш. 179°55′ сх. д. / 17.000° пд. ш. 179.917° сх. д. | Фіджі                      | Проходить через острів Тавеуні[en] |
| 17°0′ пд. ш. 179°57′ сх. д. / 17.000° пд. ш. 179.950° сх. д. | Тихий океан                | Проходить північніше островів Лау[en], Фіджі Проходить південніше атола Маупіхаа[en], Французька Полінезія Проходить південніше острова Раіатеа, Французька Полінезія Проходить південніше острова Хуахіне[en], Французька Полінезія |
| 17°0′ пд. ш. 149°35′ зх. д. / 17.000° пд. ш. 149.583° зх. д. | Французька Полінезія       | Проходить через атол Тетіароа[en] |
| 17°0′ пд. ш. 149°32′ зх. д. / 17.000° пд. ш. 149.533° зх. д. | Тихий океан                | Проходить південніше атола Таханеа[en], Французька Полінезія Проходить північніше атола Мотутунга[en], Французька Полінезія Проходить південніше атола Тепото[en], Французька Полінезія                                              |
| 17°0′ пд. ш. 143°5′ зх. д. / 17.000° пд. ш. 143.083° зх. д.  | Французька Полінезія       | Проходить через атол Марутеа[en] |
| 17°0′ пд. ш. 143°4′ зх. д. / 17.000° пд. ш. 143.067° зх. д.  | Тихий океан                | Проходить південніше атола Рекарека[en], Французька Полінезія |
| 17°0′ пд. ш. 72°6′ зх. д. / 17.000° пд. ш. 72.100° зх. д.    | Перу                       | |
| 17°0′ пд. ш. 69°22′ зх. д. / 17.000° пд. ш. 69.367° зх. д.   | Болівія                    | |
| 17°0′ пд. ш. 58°25′ зх. д. / 17.000° пд. ш. 58.417° зх. д.   | Бразилія                   | Мату-Гросу Гояс — проходить південніше Гоянії Мінас-Жерайс Баїя |
| 17°0′ пд. ш. 39°10′ зх. д. / 17.000° пд. ш. 39.167° зх. д.   | Атлантичний океан          | |